# Bataille de Fombio
Guerres de la Révolution française
Batailles
La bataille de Fombio a été livrée entre l'armée d'Italie dirigée par Napoléon Bonaparte et l'armée autrichienne de Johann Beaulieu entre le 7 et le 9 mai 1796. 
Cette bataille a constitué un tournant décisif pour cette campagne d'un point de vue stratégique, car Bonaparte a franchi le fleuve Pô à Plaisance en arrière de Beaulieu, menaçant à la fois Milan et les lignes logistiques de l'Autriche. Cette menace a contraint l'armée autrichienne à se retirer vers l'est.